# رينيه بارينتوس
رينيه بارينتوس (بالإسبانية: René Barrientos Ortuño)‏ (و. 1919 – 1969 م) هو سياسي من بوليفيا .
تولى منصب رئيس بوليفيا .

## روابط خارجية
- رينيه بارينتوس على موقع الموسوعة البريطانية (الإنجليزية)
- رينيه بارينتوس على موقع مونزينجر (الألمانية)